# Caladenia grampiana
Caladenia grampiana är en orkidéart som först beskrevs av David Lloyd Jones, och fick sitt nu gällande namn av G.N.Backh. Caladenia grampiana ingår i släktet Caladenia och familjen orkidéer.
Artens utbredningsområde är Victoria. Inga underarter finns listade i Catalogue of Life.